# Xenophrys takensis
Xenophrys takensis é uma espécie de anfíbio anuro da família Megophryidae. Está presente na Tailândia. A UICN classificou-a como quase ameaçada.